# Pagine sparse
Pagine sparse è un film muto italiano del 1914 diretto da Giuseppe De Liguoro.